# Diathrausta picata
Diathrausta picata is een vlinder uit de familie van de grasmotten (Crambidae), uit de onderfamilie van de Spilomelinae. De wetenschappelijke naam van deze soort is voor het eerst voorgesteld als Danaga picata door Arthur Gardiner Butler in een publicatie uit 1889.
De soort komt voor in India (Himachal Pradesh) en Australië.